# Скритомир
Скритомир (пол. Skrytomir) — польский дворянский герб.

## Описание
В голубом поле золотой (серебряный?) сфинкс в профиль, над ним золотая звезда.

## Герб используют
Йозеф Целиньский (ум. 1832), г. Скритомир, профессор Варшавского университета, жалован дипломом на потомственное дворянское достоинство Царства Польского.